# Reninus distinguendus
Reninus distinguendus är en skalbaggsart som beskrevs av Desbordes 1923. Reninus distinguendus ingår i släktet Reninus och familjen stumpbaggar. Inga underarter finns listade i Catalogue of Life.